# Justine Joli

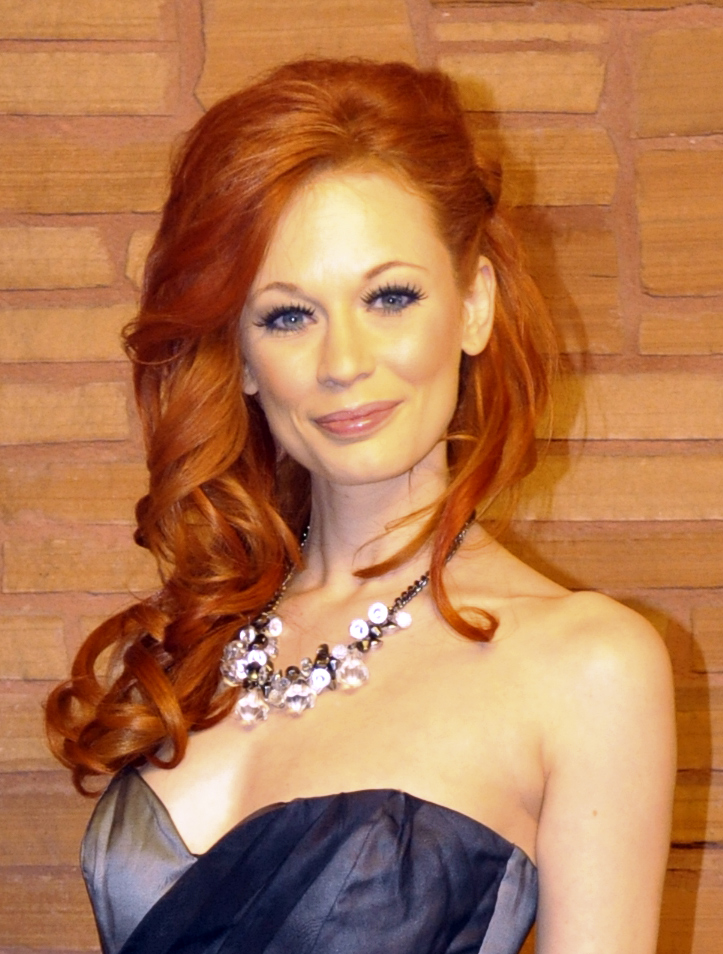
Justine Joli, 2011

Justine Joli (* 16. Juli 1980 als Seana Hawkins in St. Louis, Missouri) ist der Künstlername einer ehemaligen US-amerikanischen Pornodarstellerin irischer Abstammung, die auch unter den Pseudonymen Swan, Justine, Hope oder Swan Hope gearbeitet hat.

## Leben
Justine Joli begann mit 18 Jahren mit Pornoaufnahmen und hat oft mit Suze Randall, Danni Ashe und Andrew Blake zusammengearbeitet. Ihre Bilder und Videos ab 2005 sind alle Solo- oder Girl-Girl-Aufnahmen und zeigen hauptsächlich fetischbezogene Handlungen. Auf ihrer Homepage bezeichnet sie sich selbst als bisexuell. Insgesamt hat sie in über 300 Filmen mitgewirkt (Stand: Januar 2024), u. a. bei der ersten Folge der Serie Jack’s Playground aus dem Jahr 2003, in Hard Edge von Andrew Blake, Exposed Justine von Michael Ninn und in Kill Girl Kill 2 von Eon McKai.
2002 war sie Covergirl der Märzausgabe des Hustler. In den Jahren 2006 bis 2014 war sie 13-mal für den AVN Award nominiert, gewann ihn aber nie. Im September 2007 war sie Pet of the Month des Männermagazins Penthouse. Seit 2005 arbeitet sie auch für kink.com.
Sie hatte am 30. Oktober 2006 zusammen mit ihrer Managerin einen Auftritt in der bekannten US-Radiosendung The Howard Stern Show. Im April 2007 war sie erneut in der Sendung zu Gast.
2010 spielte sie im Off-Off-Broadway-Musical Caligula Maximus von Randy Weiner als Caesonia Justine mit.

## Filmografie (Auswahl)
- 2003: Jack’s Playground 1
- 2003: No Man’s Land 38
- 2009: Women Seeking Women 57
- 2012: Sexy Assassins